# Suniops willemoesi
Suniops willemoesi es una especie de coleóptero de la familia Attelabidae.

## Distribución geográfica
Habita en Filipinas.